# 1er parallèle nord
Pour les articles homonymes, voir 1er parallèle.

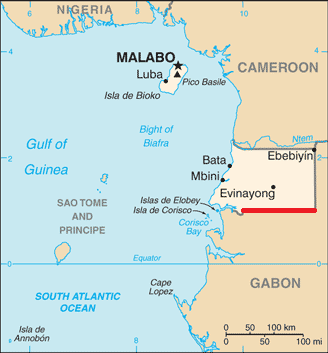
le 1er parallèle nord définit une majeure partie de la frontière entre la Guinée équatoriale et le Gabon.

En géographie, le 1er parallèle nord est le parallèle joignant les points de la surface de la Terre dont la latitude est égale à 1° nord.

## Géographie

### Dimensions
Dans le système géodésique WGS 84, au niveau de 1° de latitude nord, un degré de longitude équivaut à 111,302 km ; la longueur totale du parallèle est donc de 40 069 km, soit environ 5 km de moins que l'équateur. Il en est distant de 111 km et du pôle Nord de 9 891 km,.
Comme tous les autres parallèles à part l'équateur, le 1er parallèle nord n'est pas un grand cercle et n'est donc pas la plus courte distance entre deux points, même situés à la même latitude. Par exemple, en suivant le parallèle, la distance parcourue entre deux points de longitude opposée est 20 034 km ; en suivant un grand cercle (qui passe alors par le pôle nord), elle n'est que de 19 782 km.

### Durée du jour
À cette latitude, le soleil est visible pendant 12 heures et 11 minutes au solstice d'été, et 12 heures et 4 minutes au solstice d'hiver.

### Régions traversées
Le 1er parallèle sud passe au-dessus des océans sur environ 77 % de sa longueur. Comme terres émergées, il traverse l'Afrique (Gabon, Guinée équatoriale, République du Congo, République démocratique du Congo, Ouganda, Kenya, Somalie), l'Indonésie (plusieurs îles, dont Sumatra, Bornéo, Sulawesi), la Malaisie (brièvement sur l'île de Bornéo), les Kiribati (Maiana) et l'Amérique du Sud (Équateur, Colombie, Brésil et Venezuela).
Le tableau ci-dessous résume les différentes zones traversées par le parallèle, d'ouest en est :
| Zone                                                                                                 | Notes                                                                                                | Début                                                                                                | Fin                                                                                                  | Longueur (km) |
| --- | --- | --- | --- | ------------- |
| Océan Atlantique                                                                                     | | 1° 00′ N, 49° 56′ O                                                                                  | 1° 00′ N, 9° 31′ E                                                                                   | +06 617,      |
| Guinée équatoriale                                                                                   | Elobey Chico                                                                                         | 1° 00′ N, 9° 31′ E                                                                                   | 1° 00′ N, 9° 31′ E                                                                                   | +0 0000,      |
| Océan Atlantique                                                                                     | | 1° 00′ N, 9° 31′ E                                                                                   | 1° 00′ N, 9° 35′ E                                                                                   | +0 0007,      |
| Gabon                                                                                                | | 1° 00′ N, 9° 35′ E                                                                                   | 1° 00′ N, 9° 47′ E                                                                                   | +00022,       |
| Guinée équatoriale                                                                                   | | 1° 00′ N, 9° 47′ E                                                                                   | 1° 00′ N, 10° 00′ E                                                                                  | +00024,       |
| Gabon / Guinée équatoriale                                                                           | Frontière                                                                                            | 1° 00′ N, 10° 00′ E                                                                                  | 1° 00′ N, 11° 20′ E                                                                                  | +00148,       |
| Gabon                                                                                                | | 1° 00′ N, 11° 20′ E                                                                                  | 1° 00′ N, 14° 25′ E                                                                                  | +00343,       |
| République du Congo                                                                                  | | 1° 00′ N, 14° 25′ E                                                                                  | 1° 00′ N, 17° 51′ E                                                                                  | +00382,       |
| République démocratique du Congo                                                                     | | 1° 00′ N, 17° 51′ E                                                                                  | 1° 00′ N, 30° 13′ E                                                                                  | +01 376,      |
| Ouganda                                                                                              | | 1° 00′ N, 30° 13′ E                                                                                  | 1° 00′ N, 34° 29′ E                                                                                  | +00475,       |
| Kenya                                                                                                | | 1° 00′ N, 34° 29′ E                                                                                  | 1° 00′ N, 41° 00′ E                                                                                  | +00725,       |
| Somalie                                                                                              | | 1° 00′ N, 41° 00′ E                                                                                  | 1° 00′ N, 43° 54′ E                                                                                  | +00323,       |
| Océan Indien                                                                                         | | 1° 00′ N, 43° 54′ E                                                                                  | 1° 00′ N, 97° 23′ E                                                                                  | +05 953,      |
| Indonésie                                                                                            | Nias                                                                                                 | 1° 00′ N, 97° 23′ E                                                                                  | 1° 00′ N, 97° 55′ E                                                                                  | +00059,       |
| Océan Indien                                                                                         | | 1° 00′ N, 97° 55′ E                                                                                  | 1° 00′ N, 98° 56′ E                                                                                  | +00113,       |
| Indonésie                                                                                            | Îles de Sumatra, Padang, Rantau et Rangsang                                                          | 1° 00′ N, 98° 56′ E                                                                                  | 1° 00′ N, 103° 04′ E                                                                                 | +00460,       |
| Océan Indien                                                                                         | Détroit de Malacca                                                                                   | 1° 00′ N, 103° 04′ E                                                                                 | 1° 00′ N, 103° 21′ E                                                                                 | +00032,       |
| Indonésie                                                                                            | Karimun                                                                                              | 1° 00′ N, 103° 21′ E                                                                                 | 1° 00′ N, 103° 27′ E                                                                                 | +00011,       |
| Océan Pacifique                                                                                      | Détroit de Singapour                                                                                 | 1° 00′ N, 103° 27′ E                                                                                 | 1° 00′ N, 103° 47′ E                                                                                 | +00037,       |
| Indonésie                                                                                            | Diverses îles, dont Kapaladjernih, Bulan, Batam, Bintan et Mapur                                     | 1° 00′ N, 103° 47′ E                                                                                 | 1° 00′ N, 104° 51′ E                                                                                 | +00119,       |
| Océan Pacifique                                                                                      | Mer de Chine méridionale                                                                             | 1° 00′ N, 104° 51′ E                                                                                 | 1° 00′ N, 107° 23′ E                                                                                 | +00282,       |
| Indonésie                                                                                            | Îles Tambelan                                                                                        | 1° 00′ N, 107° 23′ E                                                                                 | 1° 00′ N, 107° 36′ E                                                                                 | +00024,       |
| Océan Pacifique                                                                                      | Mer de Chine méridionale                                                                             | 1° 00′ N, 107° 36′ E                                                                                 | 1° 00′ N, 108° 58′ E                                                                                 | +00152,       |
| Indonésie                                                                                            | Kalimantan                                                                                           | 1° 00′ N, 108° 58′ E                                                                                 | 1° 00′ N, 110° 16′ E                                                                                 | +00145,       |
| Malaisie                                                                                             | Sarawak                                                                                              | 1° 00′ N, 110° 16′ E                                                                                 | 1° 00′ N, 110° 18′ E                                                                                 | +0 0004,      |
| Indonésie                                                                                            | Kalimantan                                                                                           | 1° 00′ N, 110° 18′ E                                                                                 | 1° 00′ N, 110° 20′ E                                                                                 | +0 0004,      |
| Malaisie                                                                                             | Sarawak                                                                                              | 1° 00′ N, 110° 20′ E                                                                                 | 1° 00′ N, 110° 53′ E                                                                                 | +00061,       |
| Indonésie                                                                                            | Kalimantan                                                                                           | 1° 00′ N, 110° 53′ E                                                                                 | 1° 00′ N, 111° 31′ E                                                                                 | +00070,       |
| Malaisie                                                                                             | Sarawak                                                                                              | 1° 00′ N, 111° 31′ E                                                                                 | 1° 00′ N, 111° 35′ E                                                                                 | +0 0007,      |
| Indonésie                                                                                            | Kalimantan                                                                                           | 1° 00′ N, 111° 35′ E                                                                                 | 1° 00′ N, 111° 46′ E                                                                                 | +00020,       |
| Malaisie                                                                                             | Sarawak                                                                                              | 1° 00′ N, 111° 46′ E                                                                                 | 1° 00′ N, 111° 51′ E                                                                                 | +0 0009,      |
| Indonésie                                                                                            | Kalimantan                                                                                           | 1° 00′ N, 111° 51′ E                                                                                 | 1° 00′ N, 118° 59′ E                                                                                 | +00794,       |
| Océan Pacifique                                                                                      | Détroit de Macassar                                                                                  | 1° 00′ N, 118° 59′ E                                                                                 | 1° 00′ N, 120° 44′ E                                                                                 | +00195,       |
| Indonésie                                                                                            | Célèbes                                                                                              | 1° 00′ N, 120° 44′ E                                                                                 | 1° 00′ N, 122° 28′ E                                                                                 | +00193,       |
| Océan Pacifique                                                                                      | Mer de Célèbes                                                                                       | 1° 00′ N, 122° 28′ E                                                                                 | 1° 00′ N, 124° 14′ E                                                                                 | +00197,       |
| Indonésie                                                                                            | Célèbes                                                                                              | 1° 00′ N, 124° 14′ E                                                                                 | 1° 00′ N, 124° 54′ E                                                                                 | +00074,       |
| Océan Pacifique                                                                                      | Mer des Moluques                                                                                     | 1° 00′ N, 124° 54′ E                                                                                 | 1° 00′ N, 127° 28′ E                                                                                 | +00286,       |
| Indonésie                                                                                            | Halmahera                                                                                            | 1° 00′ N, 127° 28′ E                                                                                 | 1° 00′ N, 127° 38′ E                                                                                 | +00019,       |
| Océan Pacifique                                                                                      | | 1° 00′ N, 127° 38′ E                                                                                 | 1° 00′ N, 127° 56′ E                                                                                 | +00033,       |
| Indonésie                                                                                            | Halmahera                                                                                            | 1° 00′ N, 127° 56′ E                                                                                 | 1° 00′ N, 128° 33′ E                                                                                 | +00069,       |
| Océan Pacifique                                                                                      | | 1° 00′ N, 128° 33′ E                                                                                 | 1° 00′ N, 173° 00′ E                                                                                 | +04 947,      |
| Kiribati                                                                                             | Maiana                                                                                               | 1° 00′ N, 173° 00′ E                                                                                 | 1° 00′ N, 173° 03′ E                                                                                 | +0 0006,      |
| Océan Pacifique                                                                                      | | 1° 00′ N, 173° 03′ E                                                                                 | 1° 00′ N, 79° 31′ O                                                                                  | +11 958,      |
| Équateur                                                                                             | | 1° 00′ N, 79° 31′ O                                                                                  | 1° 00′ N, 78° 13′ O                                                                                  | +00145,       |
| Colombie                                                                                             | | 1° 00′ N, 78° 13′ O                                                                                  | 1° 00′ N, 69° 13′ O                                                                                  | +01 002,      |
| Brésil                                                                                               | Amazonas                                                                                             | 1° 00′ N, 69° 13′ O                                                                                  | 1° 00′ N, 66° 36′ O                                                                                  | +00291,       |
| Venezuela                                                                                            | | 1° 00′ N, 66° 36′ O                                                                                  | 1° 00′ N, 65° 41′ O                                                                                  | +00102,       |
| Brésil                                                                                               | Amazonas                                                                                             | 1° 00′ N, 65° 41′ O                                                                                  | 1° 00′ N, 65° 36′ O                                                                                  | +0 0009,      |
| Venezuela                                                                                            | | 1° 00′ N, 65° 36′ O                                                                                  | 1° 00′ N, 65° 10′ O                                                                                  | +00048,       |
| Brésil                                                                                               | Amazonas, Roraima, Pará, Amapá, Pará                                                                 | 1° 00′ N, 65° 10′ O                                                                                  | 1° 00′ N, 49° 56′ O                                                                                  | +01 696,      |
| Longueur totale de ce parallèle (cumul des longueurs partielles dans les zones traversées ci-dessus) | Longueur totale de ce parallèle (cumul des longueurs partielles dans les zones traversées ci-dessus) | Longueur totale de ce parallèle (cumul des longueurs partielles dans les zones traversées ci-dessus) | Longueur totale de ce parallèle (cumul des longueurs partielles dans les zones traversées ci-dessus) | 40 068        |

## Îles proches
Le parallèle passe près des îles suivantes :
- au nord de l'atoll d'Huvadhu, dans les Maldives ;
- au nord de l'île Howland, États-Unis ;
- entre l'île Wolf et l'île Pinta, dans les îles Galápagos.

## Frontière
Le 1er parallèle nord marque une partie de la frontière entre le Gabon et la Guinée équatoriale, à partir de sa rencontre avec le fleuve Mitemele (près de la ville de Mibonde et du 10e méridien est) jusqu'à l'est de la Guinée équatoriale lorsque la frontière remonte perpendiculairement vers le nord.